# Blutmai

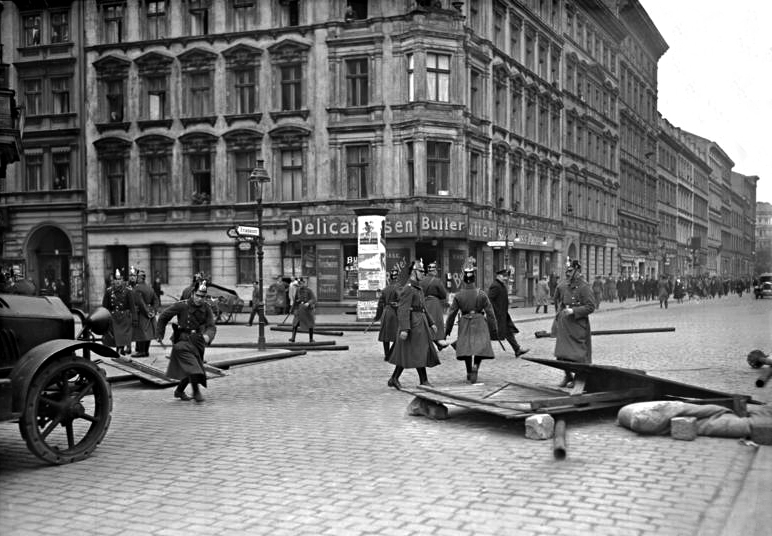
Mai-Unruhen in Berlin (1. Mai 1929)

Als Blutmai (zeitgenössisch auch Mai-Unruhen) werden die Unruhen vom 1. bis 3. Mai 1929 in Berlin bezeichnet, bei denen die Polizei hart gegen ungenehmigte, von der KPD organisierte Demonstrationen vorging. Dabei wurden 33 Zivilisten getötet sowie zahlreiche Demonstranten und Unbeteiligte verletzt.
Die Bezeichnung Blutmai geht auf den Streikaufruf der KPD vom 2. Mai 1929 zurück, in dem es hieß: „Zörgiebels Blutmai – das ist ein Stück Vorbereitung des imperialistischen Krieges! Das Gemetzel unter der Berliner Arbeiterschaft – das ist das Vorspiel für die imperialistische Massenschlächterei!“

## Vorgeschichte des Konflikts

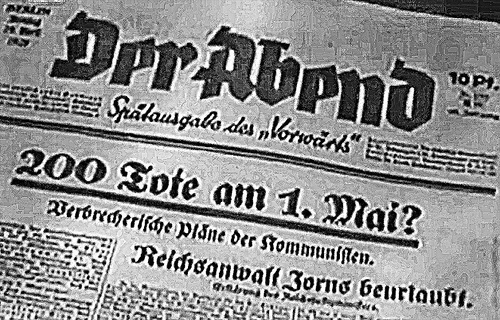
„200 Tote am 1. Mai?“
„Verbrecherische Pläne der Kommunisten.“
(Spätausgabe des Vorwärts, Berlin, 29. April 1929)

Schon 1924 waren Demonstrationen unter freiem Himmel am 1. Mai verboten worden, ohne dass es dadurch zu nennenswerten Zwischenfällen gekommen wäre. Es war aber bis 1928 in Wahlkämpfen und bei Referenden häufig zu gewaltsamen Auseinandersetzungen zwischen Anhängern der Parteien und Mitgliedern der Wehrverbände untereinander und mit der Polizei gekommen. Alle Parteien hatten eine Reihe von Toten und Verletzten zu beklagen. 1928 verschärfte sich die Lage. Am 13. Dezember 1928 erließ der Polizeipräsident Berlins, der SPD-Politiker Karl Zörgiebel, ein Verbot aller Versammlungen und Demonstrationen im Freien. Er begründete dies mit mehreren gewaltsamen Zusammenstößen, an denen vor allem der Rote Frontkämpferbund (RFB) und die Nationalsozialistische Sturmabteilung beteiligt gewesen waren. Am 21. März 1929 dehnte der preußische Innenminister Albert Grzesinski dieses Verbot mit gleicher Begründung auf ganz Preußen aus.
Zwei Tage später drohte Grzesinski der KPD und ihren Verbänden an, dass es zu einem Verbot käme, wenn sie nicht der Gewalt entsagten. Diese Verbotsdrohung veranlasste die KPD zu verschärfter Agitation gegen die Regierung und die SPD. Am folgenden Tag veröffentlichte das Zentralkomitee der KPD in der Roten Fahne eine Einschätzung des Demonstrationsverbotes und der Verbotsdrohung als Verschärfung des Klassenkampfes und Versuch der Sozialdemokratie, die „klassenbewusste Arbeiterschaft mit faschistisch-diktatorischen Mitteln zu knebeln und zu unterdrücken.“ Die KPD steigerte ihre Agitation durch weitere Veröffentlichungen. Einzelne Parteigliederungen kündigten z. B. an, die „Millionenmassen der Arbeiterklasse unbeirrt durch alle politischen Drohungen und staatlichen Zwangsmaßnahmen zum revolutionären Kampf für die proletarische Diktatur zu führen.“ Die Internationale, die theoretische Zeitschrift der KPD, ließ verlauten, dass der „revolutionäre Elan und der Kampfeswille der deutschen Arbeiterschaft dem sozialdemokratischen Polizeiminister der Trustbourgeoisie zeigen werde: Das Proletariat pfeift auf ihre Verbote! ... Der Kommunismus ... wird mit sicherem und festem Schritt über die lächerlichen faschistischen Gesten auch eines Grzesinski hinwegschreiten“.
Am 30. April 1929 wurden an verschiedenen Orten Berlins Verkehrspolizisten von RFB-Mitgliedern und Angehörigen des Jung-Spartakus-Bund, der Kinder- und Jugendorganisation der KPD, überfallen. Am selben Tag tauchten Flugblätter mit der Falschmeldung auf, das Demonstrationsverbot für den 1. Mai sei aufgehoben worden. Dies wurde auch von den kommunistischen Zeitung Welt am Abend verbreitet. Während an manchen Orten Preußens und des Reiches das Demonstrationsverbot für den 1. Mai aufgehoben worden war, bekräftigte Zörgiebel die Gültigkeit des Demonstrationsverbotes. Die KPD hielt am Aufruf für ihre Maikundgebungen fest, auch „wenn Zörgiebel es wagt, am 1. Mai Arbeiterblut zu vergießen.“ Zörgiebel forderte am 28. April im Vorwärts die Arbeiter auf, den Ankündigungen der KPD nicht zu folgen. Er erklärte noch einmal, dass ihn die zahlreichen blutigen Zusammenstöße zu dem Demonstrationsverbot gezwungen hätten. Die KPD habe selbst zu diesem Verbot beigetragen. Die KPD plane Aufruhr auf Befehl Moskaus und nehme zahlreiche Tote in Kauf.
Diese Stellungnahme wurde in der sozialdemokratischen Presse unter plakativen Schlagzeilen weit verbreitet. Dem Historiker Kurz zufolge hatten die Sozialdemokraten und auch die Gewerkschaften Schwierigkeiten, den Bruch mit der Tradition der Maiumzüge – ausgerechnet am 40. Jahrestag des Feiertags am 1. Mai – zu vermitteln und zu erklären. Denn die Sozialdemokraten hatten 1890 beschlossen, Demonstrationen am 1. Mai durchzuführen, die eigentlich immer verboten gewesen waren. Kurz schreibt, dass die „hemmungslosen Angriffe der KPD“ die Sozialdemokratie zwangen, die Attacken abzuwehren und zum Demonstrationsverbot zu stehen. Dabei sei die Angst, eigene Anhänger könnten den KPD-Aufrufen folgen, unverkennbar gewesen.

## Die Unruhen vom 1. bis 3. Mai 1929

### Die Demonstration am Vormittag des 1. Mai
Die Massenmobilisierung der KPD war weitgehend fehlgeschlagen. Am Morgen des 1. Mai waren etwa 8000 Menschen hauptsächlich in den Berliner Arbeitervierteln Wedding und Neukölln in Zügen von 50 bis 500 Menschen unterwegs, deutlich weniger, als die KPD erwartet und die Polizei befürchtet hatte. Der 1. Mai fiel 1929 auf einen Mittwoch, in Preußen war er anders als in manchen anderen Ländern Deutschlands kein gesetzlicher Feiertag. Die Rote Fahne erschien mit der Überschrift Kampf-Mai 1929.
Diese kleinen morgendlichen Ansammlungen wurden von der Polizei entweder nach Aufforderung oder häufiger unter Einsatz von Schlagstöcken aufgelöst. Außerdem wurden erstmals „Spritzkommandos“ eingesetzt, die mit an Hydranten angeschlossenen Wasserschläuchen gegen die Demonstranten vorgingen. Vereinzelt wurden auch Warnschüsse abgegeben.

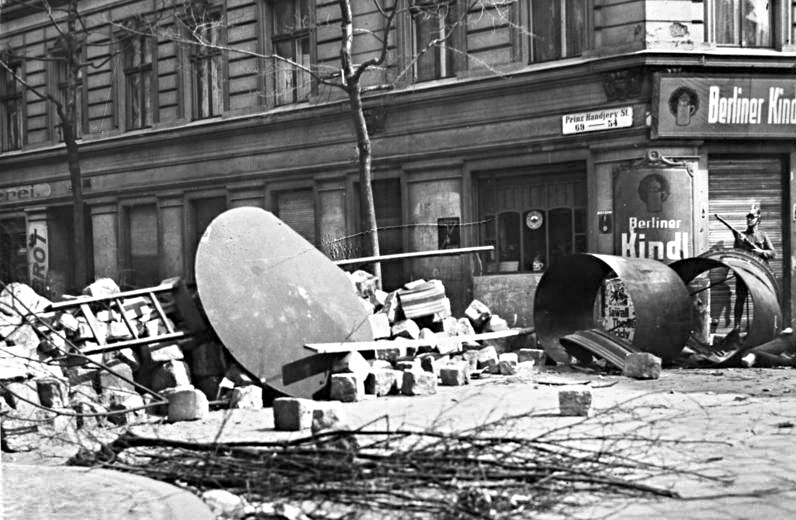
Straßenbarrikade im Rollbergviertel (Neukölln)

### Bis zum Mittag des 1. Mai
Am späten Vormittag begann die Stimmung vor allem an den großen Plätzen umzuschlagen. Die Polizei ging zunehmend rigider gegen die zunehmenden Menschenmengen vor. Die Beamten wurden aus der Menge beschimpft und provoziert, indem Einzelne versuchten, den Straßenverkehr lahmzulegen, die Leitungen der Straßenbahn durchschnitten und Hindernisse auf die Straße warfen. Die Polizei ging gegen alles vor, was nach Protestversammlung aussah. Teilweise wurden Treibjagden von der Polizei veranstaltet. Dabei gingen sie mit Gummiknüppeln, Wasserschläuchen und zunehmend auch Warnschüssen gegen Demonstranten und – ohne Unterschied – gegen Neugierige und Passanten vor. Dabei kam es häufig zu Misshandlungen Unbeteiligter, über die die liberale Presse in den nächsten Tagen ausführlich berichtete. Ein Beispiel war der Polizeieinsatz auf dem Hermannplatz in Neukölln. Einem Zeitungsbericht unter anderem der liberalen Frankfurter Zeitung zufolge jagten schon ab dem Vormittag immer wieder Wagen der Schutzpolizei heran, die Mannschaften sprangen herunter und begannen sofort, auf die dort befindlichen Personen einzuschlagen. Diese flüchteten in die Seitenstraßen und warteten das Abrücken der Schutzpolizei ab. Die Zeitung kritisierte, dass die Polizei das gegebene Maß weit überschritten habe.

### Am 1. Mai nachmittags
Von nun an standen die Bezirke Wedding und Neukölln im Mittelpunkt der Ereignisse. Diese Bezirke waren klassische Arbeiterviertel, in denen viele arme Menschen lebten. Im Wedding war ein Gebiet um die Kösliner Straße im Zentrum der Aktionen und in Neukölln der Hermannplatz, an den das neu gebaute Karstadt-Kaufhaus angrenzte. SPD und Gewerkschaften hielten sich an das Demonstrationsverbot und hielten ihre Maikundgebungen im Saal ab. Nach seiner Rückkehr von der SPD-Kundgebung im Sportpalast wurde Max Gmeinhardt, Mitglied der SPD und des Reichsbanner Schwarz-Rot-Gold, von einem Polizisten erschossen, als er der Aufforderung, sein Wohnungsfenster an der Kösliner Straße zu schließen, nicht sofort nachkam. Der Konflikt eskalierte zunehmend. Am Nachmittag wurde als Hindernis für Polizeifahrzeuge eine kleinere Barrikade errichtet. Die Polizei eskalierte den Konflikt und setzte gegen Abend gepanzerte Fahrzeuge mit Maschinengewehren ein. Der Einsatz dieser Fahrzeuge war eigentlich nur bei Widerstand mit Schusswaffen vorgesehen. Die Polizei beschoss Wohngebäude, an denen rote Fahnen aufgehängt waren.
Am 2. Mai rief die KPD als Protest gegen die Polizeigewalt zu Massenstreiks auf, was von etwa 25.000 Arbeitern befolgt wurde. Die Polizeigewalt in Berlin ging jedoch weiter. Die Polizei durchkämmte am 2. und 3. Mai die Arbeiterviertel, durchsuchte Wohnungen und nahm zahlreiche Menschen fest. Erneut wurden gepanzerte Fahrzeuge mit Maschinengewehren eingesetzt und mehrere Menschen erschossen. Im Reichstag gab es Tumulte, Wilhelm Pieck bezeichnete Zörgiebel als „Mordkerl“, während die SPD die Polizeiführung verteidigte. Zörgiebel selbst rief zwar einerseits die Polizei zur Mäßigung auf, trug mit dem Erlass eines „Verkehrs- und Lichtverbots“ aber selbst zur Eskalation bei, indem er große Teile Berlins faktisch unter Ausnahmezustand setzte: Es galt eine strenge Ausgangssperre, straßenseitige Fenster mussten geschlossen sein, die Räume durften nicht beleuchtet werden. Die Rote Fahne wurde für sieben Wochen verboten. Kurz vor Mitternacht des 3. Mai 1929 wurde Charles Mackay, ein neuseeländischer Journalist, von der Polizei erschossen, vermutlich, weil er die Aufforderung zum Verlassen der Straße nicht verstand. Er war der letzte Tote, die Unruhen flauten bis zum 6. Mai so weit ab, dass das „Verkehrs- und Lichtverbot“ wieder aufgehoben wurde.

## Folgen

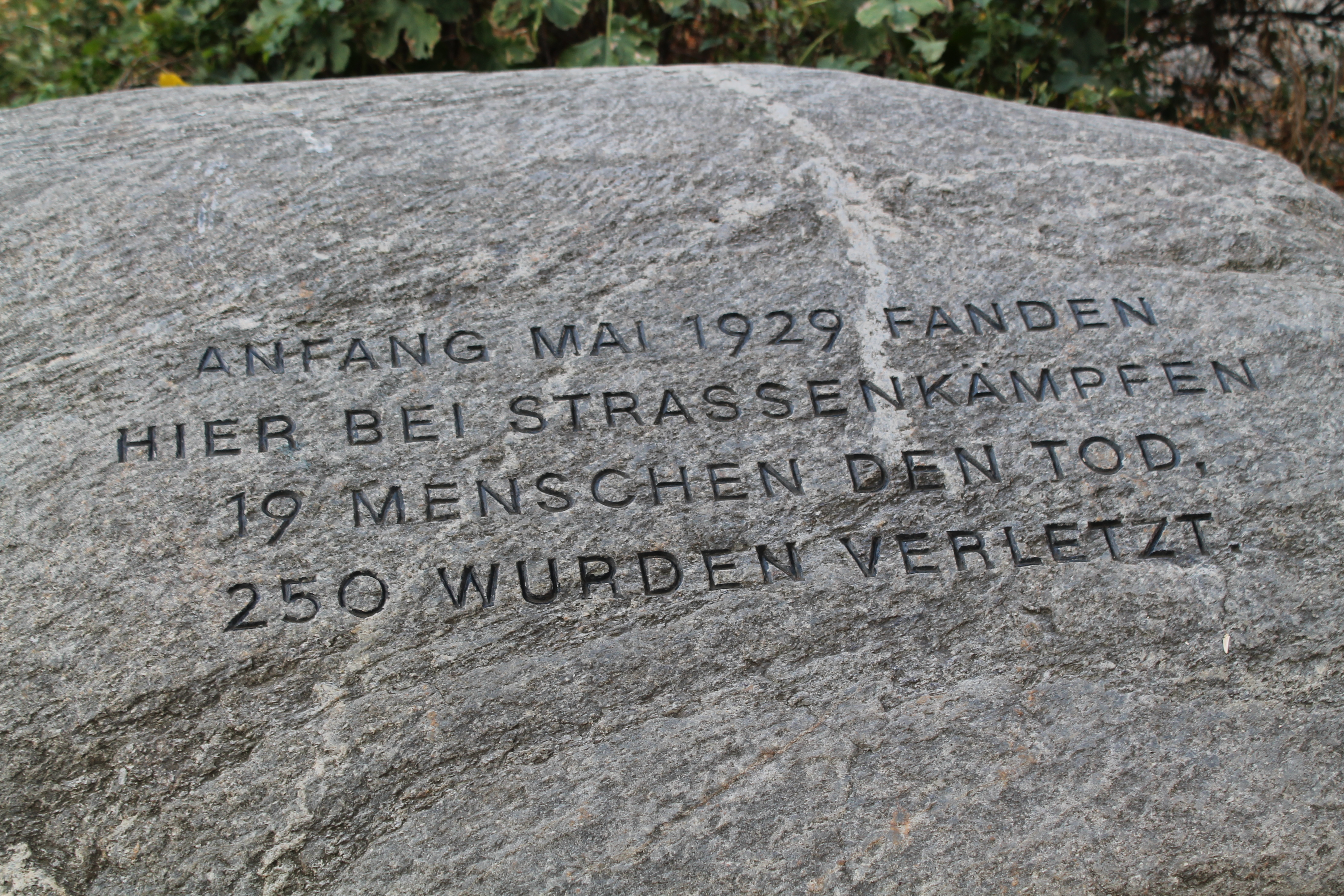
Gedenkstein zum Blutmai 1929, nahe der Walter-Röber-Brücke (Wiesenstraße)

Unter dem Vorwurf, die KPD habe die Unruhen provoziert und einen Aufstandsversuch unternommen, gingen staatliche Stellen gegen die Partei und ihre Organe vor. Der Rote Frontkämpferbund (RFB) wurde am 3. Mai in Preußen verboten, am 6. Mai erließ Reichsinnenminister Carl Severing (SPD) ein reichsweites Verbot, am 10. Mai wurde das Verbot von der Innenministerkonferenz der Länder ausgesprochen und bis zum 14. Mai in allen Ländern verkündet. Ein Verbot der KPD wurde erwogen, aber als nicht aussichtsreich aufgegeben.
Insgesamt wurden bei den Unruhen 33 Zivilisten getötet, 198 wurden verletzt, bei der Polizei gab es 47 Verletzte (Zahlen nach Buchner, Schirmann zählt 32 Tote, andere Quellen bis zu 38). Entgegen der Behauptung der Polizei, dass die Demonstranten mit Schusswaffen Gegenwehr geleistet hätten, konnte nachgewiesen werden, dass der einzige Polizist mit Schussverletzung sich diese durch einen Unfall einige Tage vorher selbst beigebracht hatte. Der Munitionsverbrauch der Polizei lag nach amtlichen Angaben bei etwa 11.000 Schuss.
Eine amtliche Untersuchung der Polizeiübergriffe fand nicht statt, kein Polizist wurde angeklagt. Eine Sitzung im Preußischen Landtag führte zu einer erbitterten Auseinandersetzung zwischen SPD und KPD. Ein Misstrauensantrag gegen die Regierung und ein Antrag, Zörgiebel abzusetzen, wurden abgewehrt. Die Auseinandersetzung blieb ohne Ergebnis.
Dagegen gründete der kommunistische Verleger Willi Münzenberg ein öffentliches Untersuchungsgremium. Im Ausschuss zur Untersuchung der Berliner Maivorgänge kamen namhafte Intellektuelle zusammen. Zu ihnen gehörten der Chefredakteur des Tage-Buches, der Herausgeber der Weltbühne Carl von Ossietzky, die Schriftsteller Heinrich Mann und Herwarth Walden, der Publizist Alfons Goldschmidt, der Rechtsanwalt Alfred Apfel und der Reporter Egon Erwin Kisch. Zeitgleich fanden Strafprozesse gegen Demonstrationsteilnehmer statt. Von den 1228 Festgenommenen stand etwa jeder zehnte direkt oder indirekt mit der KPD in Verbindung, 89 waren Mitglieder des RFB. Es kam zu 43 Verurteilungen, die Summe aller Strafen belief sich auf etwa zehn Jahre Gefängnis, die höchste Einzelstrafe betrug neun Monate.
Die KPD distanzierte sich von den Vorwürfen, einen Aufstand angezettelt zu haben, versuchte aber, die Ereignisse propagandistisch für sich zu nutzen. Die Ereignisse vertieften die Spaltung der Arbeiterparteien. Bei der Beerdigung von Opfern des Blutmais am 8. Mai erklärte Ernst Thälmann: „Die Kommunistische Partei solidarisiert sich völlig mit denjenigen, die auf den Barrikaden gestanden haben“. Die Rechtfertigung der Polizeigewalt durch führende Vertreter der SPD diente der KPD als Bestätigung, diese seien „Sozialfaschisten“. Für die Agitprop-Kultur der KPD popularisierten dies die Schriftsteller Klaus Neukrantz 1931 in seinem reportagehaften Roman Barrikaden am Wedding und Erich Weinert zusammen mit dem Komponisten Hanns Eisler im Lied Roter Wedding.

## Verfilmung
Die Ereignisse rund um den Blutmai, insbesondere die fingierte Schussverletzung eines Polizeibeamten, bilden einen Handlungsstrang der Fernsehserie Babylon Berlin.